# Liu Jo Nordmeccanica Modena
Liu Jo Nordmeccanica Modena, włoski, żeński klub siatkarski powstały w 2016 r. w wyniku fuzji klubów LJ Volley Modena i River Volley Piacenza z bazą w mieście Modena. Od sezonu 2016/2017 występuje w Serie A.

## Sukcesy
Puchar Włoch:
- 2017

Mistrzostwo Włoch:
- 2017

## Kadra

### Sezon 2017/2018
| Nr | Imię i nazwisko        | Data ur. | Wzrost | Pozycja               |
| -- | ---------------------- | -------- | ------ | --------------------- |
| 2  | Symone Abbott          | 1996     | 185    | przyjmująca           |
| 3  | Ilaria Garzaro         | 1986     | 189    | środkowa              |
| 4  | Judith Pietersen       | 1989     | 188    | przyjmująca/atakująca |
| 5  | Laura Heyrman          | 1993     | 186    | środkowa              |
| 6  | Giulia Leonardi        | 1987     | 165    | libero                |
| 7  | Madelaynne Montaño     | 1983     | 185    | atakująca             |
| 8  | Jovana Vesović         | 1987     | 182    | przyjmująca           |
| 9  | Caterina Bosetti       | 1994     | 180    | przyjmująca           |
| 10 | Francesca Ferretti     | 1984     | 180    | rozgrywająca          |
| 11 | Camilla Mingardi       | 1997     | 186    | przyjmująca           |
| 12 | Aurora Pistolesi       | 1999     | 182    | przyjmująca           |
| 13 | Raffaella Calloni      | 1983     | 187    | środkowa              |
| 15 | Mina Tomić             | 1994     | 190    | przyjmująca           |
| 16 | Giulia Pincerato       | 1987     | 182    | rozgrywająca          |
| 17 | Katarina Barun-Šušnjar | 1983     | 194    | atakująca             |
| 18 | Veronica Bisconti      | 1991     | 172    | libero                |

### Sezon 2016/2017

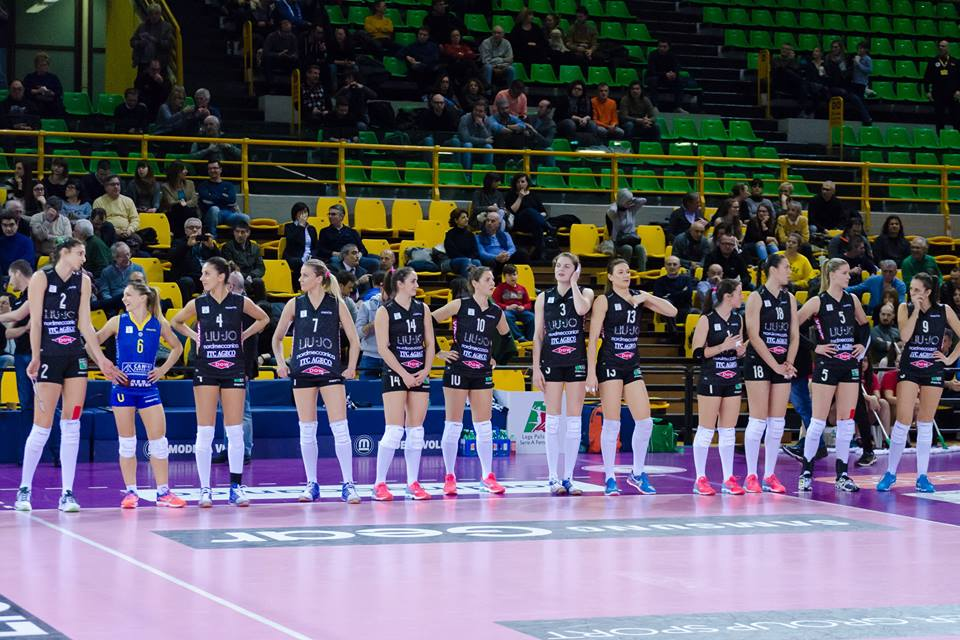
Zawodniczki Liu Jo Nordmeccanica Modena w sezonie 2016/2017

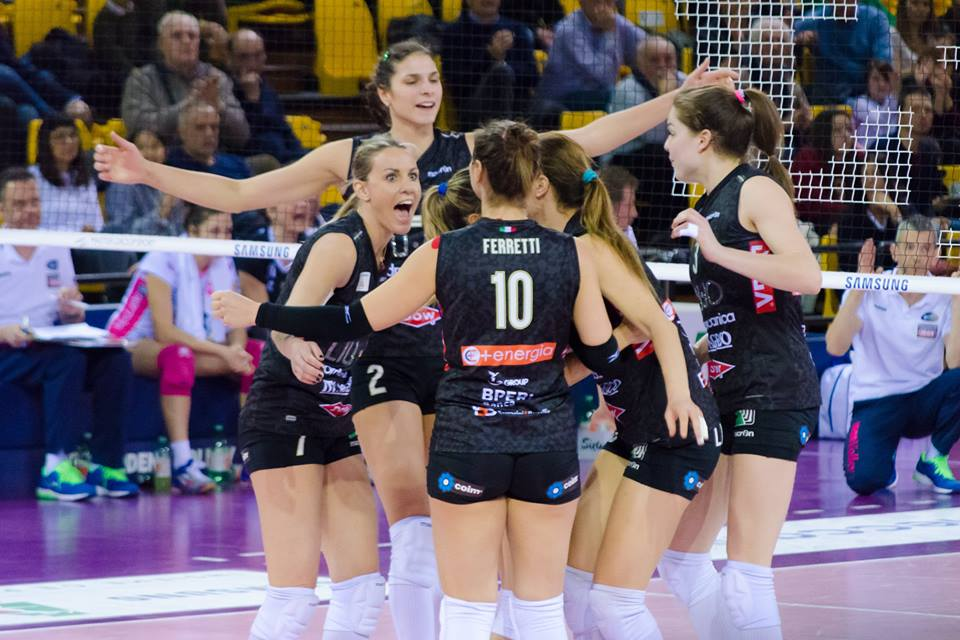
Zawodniczki Liu Jo Nordmeccanica Modena w sezonie 2016/2017

| Nr | Imię i nazwisko     | Data ur. | Wzrost | Pozycja               |
| -- | ------------------- | -------- | ------ | --------------------- |
| 1  | Valeria Caracuta    | 1987     | 173    | rozgrywająca          |
| 2  | Jovana Brakočević   | 1988     | 196    | atakująca             |
| 3  | Yvon Beliën         | 1993     | 188    | środkowa              |
| 4  | Federica Valeriano  | 1985     | 179    | przyjmująca           |
| 5  | Laura Heyrman       | 1993     | 186    | środkowa              |
| 6  | Giulia Leonardi     | 1987     | 165    | libero                |
| 7  | Francesca Marcon    | 1983     | 180    | przyjmująca           |
| 9  | Caterina Bosetti    | 1994     | 180    | przyjmująca           |
| 10 | Francesca Ferretti  | 1984     | 180    | rozgrywająca          |
| 11 | Alessandra Petrucci | 1983     | 185    | rozgrywająca          |
| 13 | Neriman Özsoy       | 1988     | 188    | przyjmująca           |
| 14 | Marika Bianchini    | 1993     | 178    | przyjmująca/atakująca |
| 18 | Ilaria Garzaro      | 1986     | 189    | środkowa              |